# Борис и Глеб (икона из Савво-Вишерского монастыря)
«Борис и Глеб» — древнерусская икона святых братьев Бориса и Глеба, написанная (предположительно) на рубеже XIII и XIV веков. Находится в собрании Киевской картинной галереи.

## История
Икона происходит из Вознесенской церкви новгородского Савво-Вишерского монастыря. В обитель, основанную в XV веке, она была перенесена из более древнего храма (возможно, Борисоглебского, в котором могла быть храмовой иконой). 
Местом создания иконы различные исследователи считают Новгородскую республику или Тверское княжество. Время написания иконы относят к XIII веку (К. Онаш), последней трети XIII века (Евсеева Л. М., Кочетков И. А., Сергеев В. Н.) или к началу XIV века (Лазарев В. Н.).
Икона была приобретена малороссийским меценатом  П. И. Харитоненко для усадебной церкви в Натальевке Харьковской губернии. Раскрыта в 1914 году реставратором Г. О. Чириковым. 
В 1936 году икона попала в Киевский музей русского искусства. В 1970 году была исследована в реставрационных мастерских музея имени Андрея Рублёва реставратором К. Г. Тихомировой.

## Описание
Икона написана на липовой тёсанной доске с ковчегом, иконный щит состоит из четырёх досок, соединённых накладными шпонками. Поля иконы покрыты серебряной басмой XVII—XVIII веков.
Сохранилась икона относительно хорошо, лучше всего — лики святых. В местах утраты оригинальной живописи много мелких заделок. Первоначальный серебряный фон был полностью утрачен и заменён красным, который удалили при реставрации. Когда-то икона была украшена драгоценными камнями, от которых в левкасе остались следы углублений на нимбах, фибулах и рукоятях мечей.